# Ка-25
Ка-25 е ударен вертолет за борба с подводни лодки и надводни цели. Създаден е от съветското конструкторско бюро „Камов“. Съгласно класификацията на НАТО машината получава обозначението „Hormone“

## История
В средата на 1956 г. КБ Камов започва изследователска работа по създаването на вертолет с корабно базиране за борба с подводни лодки и надводни цели. В същия период на въоръжение в САЩ, Великобритания и Канада влизат хеликоптери, създадени на базата на Sikorsky S-55, а малко по-късно и Sikorsky S-58.
През 1958 г. КБ „Камов“ получава държавната поръчка за ударен двудвигателен вертолет за нуждите на ВМС на СССР. Изискването е хеликоптерът да може да се базира в хангарите на неголемите кораби за борба с подводни лодки или на авионосните кораби от състава на ВМС. Разработката на новата машина, която получава обозначението Ка-20 приключва през 1960 г.
Първият полет на новия модел е извършен през май 1961 г. Серийното производство започва през 1964 г., като машината получава ново обозначение – Ка-25.
Хеликоптерът е произвеждан до края на 1975 г. През този период са произведени общо 460 хеликоптера.

## Тактико-технически характеристики
Хеликоптерът Ка-25 е изпълнен по двувинтовата съосна схема, четириопорно шаси и два газотурбинни двигателя.
Фюзелажът на хеликоптера е изпълнен почти изцяло от метални сплави. Има дължина 9,75 м и височина до главата на носещия винт – 5,37 м. В носовата му част е разположена кабината за екипажа. Седалките за пилота и щурмана са разположени една до друга. За достъп до кабината на двата и борда са монтирани врати, крепящи се на шарнирни съединения. Зад кабината на екипажа се намира главната кабина на хеликоптера. Тя е с размери 3,95 х 1.5 х 1,25 м и в нея могат да се поберат 12 пътника. Достъпът до нея се осъществява през врата с размери 1,1 х 1.2 м., монтирана на левия борд. Във военните варианти в главната кабина е монтирано оборудването за борба с подводни лодки и мястото на оператора, а в десантен вариант в товарната кабина могат да се превозват 12 десантчици в пълно бойно снаряжение. Под кабината е разположен обширен отсек за монтиране на различни видове въоръжение. Предвидена е възможност щурманът да изпълнява функциите на оператора. Под фюзелажа е разположен обширен отсек за въоръжението затъварящ се капаци и люк за ХАС.
Фюзелажът плавно преминава в опашка с коническа форма. На опашката е монтиран хоризонтален стабилизатор с правоъгълна форма на който са монтирани височинните кормила и трикилово вертикално оперение. Централният кил е монтиран на края на опашката, а другите два на краищата на стабилизатора.
Шасито е четириопорно, неприбиращо се по време на полет. Главните опори са снабдени с двукамерни амортизатори. На тях са закрепени специални балонети използвани при приводняване. Разстоянието между предните опори е 1,4 м., а между задните –3,5 м. Базата на шасито е 4,5 м.
Носещите винтове са тривитлови с диаметър 15,74 м. Витлата са изпълнени изцяло от метални сплави. Погледнати фронтално са с правоъгълна форма. Хордата им е 0,37 м. лонжероните са изпълнени от алуминиеви сплави. Витлата са снабдени с електрическа противообледеняваща система. Свързани са с главата на носещия винт посредством носеща тришарнирна вилка снабдена с фрикционни демпфери.
Хеликоптерът е снабден с два турбовални двигателя ГТД-3Ф със свободни турбини и с мощност по 900 к.с. (662 КВ) всеки. Двигателите са разположени един до друг в обща гондола над фюзелажа, непосредствено пред вала на носещия винт.
Главният редуктор е разположен под кожуха на двигателната конзола. Той е двустепенен с планетарна предавка и обезпечава предаването на въртящия момент на двигателните валове към валовете на носещите винтове със скорост на въртене 237 об/мин. За поддържане на постоянни обороти на носещите винтове следи автоматична система. В непосредствена близост до него е монтирана системата за противопожарна защита, състояща се от два стоманени резервоара с пеногасител.
Системата за управление на носещите винтове е хидравлична, дублирана, с четири независими канала. Изпълнена е като самостоятелен агрегат, състоящ се от хидрорезервоар, хидроусилвател, нагнетяващи помпи и хидромагистрали. Дублиращата система също е изпълнен като отделен агрегат, с отделен привод. В системата за управление е включен автопилот, изпълнен по диференциална схема, с електрически рулеви приводи. Двете системи – основната и дублиращата – осигуряват висока надежност при управлението на машината.
Горивната система се състои от 3 резервоара с обща вместимост 1460 л. Има възможност за монтирането на два допълнителни горивни резервоара с вместимост 280 л.
За хеликоптера Ка-25 са създадени няколко копмлекса поисково-ударно оборудване и въоръжение. Електронното оборудване включва:
- поискова РЛС, разположена в доланата носова част на фюзелажа,
- спускаема ХАС „ОГАС“, разположена в задната част на главната кабина,
- радиоакустична система „Баку“ с приемни устройства СПАРУ-36 и СПАРУ-56,
- спускаеми радиоакустични буюове РГАБ, разположени в контейнери в долната част на корпуса,
- радиомаяци и радиомаркери.
Монтирани са система за радиосвръзка, прицелен комплекс и пилотажно-навиагционно оборудване – автопилот, радиокомпас, система за автоматична стабилизация на полета и система за контрол оборотите на носещите винтове.
Въоръжението включва две ПК самонасочващи се торпеда от типа АТ-1 и 4 – 8 дълбочинни бомби с маса 50 или 250 кг за борба с подводни лодки.
Хеликоптерът тежи празен 4765 кг и има максимална полетна маса от 7200 кг, при максимален полезен товар – 2435 кг. Максималната скорост достига до 220 км/ч, а крайсерската – 180 км/ч. Далечината на полета достига 450 км, а с допълнителни резервоари – до 600 км. При продължителност на полета до 3 часа.

## Бойно използване
Машината започва да влиза на въоръжение в състава на ВМС на СССР от началото на 1965 г.
Първоначално Ка-25 е базиран на есминците, крайцерите и вертолетоносачите от типа „Москва“ и „Ленингард“, на които се разполагат до 20 машини.
На по-късен етап с Ка-25 са въоръжени и на авионосните кораби от типа „Киев“.
Хеликоптерът Ка-25 се намира на въоръжение във Въоръжениете сили на Виетнам, Индия и Сирия.

## Модификации
На базата на базовитя хеликоптер Ка-25 са разработени 16 различни модификации с военно и гражданско предназначение, по-важните от които са:
- Ка-25Ц – модификация предназначена за насочване на корабното и бреговото ракетно въоръжение. Въоръжен с мощна РЛС и ретранслатор за предаване на обзорни данни към корабните и бреговите ПУО. Снабден с прибиращо се шаси с цел подобряване кръговия обзор.
- Ка-25ДИВ – модификация снабдена с комплексно оборудване за следене на балистичните ракети в крайния участък на полета им.
- Ка-25К – летящ кран с допълнителна кабина за оператора по управление на товрно-разтоварната дейност. Товароподемност 2000 кг. Има възможност за превоз на 12 пътника.
- Ка-25ПС – модификация за спасително-поискови операци. Снабден с външна лебедка с товароподемност 250 кг. Използван за прибиране на приводняващите се в Индийския океан съветски космически апарати.
- Ка-25Ш – щурмови хеликоптер въоръжен с УР „въздух-въздух“ и „въздух-повърхност“.
- Ка-25БТ – модификация предназначена за теглене на противоминни тралове. Използван в международната операция по почистване на суецкия канал от мини.
- Ка-25Ф – транспотно-боен вертолет с шаси тип „шейна“. Въоръжен с 23 мм оръдие (400 сн.), 6 ПТУР „Фалабга“, шест блока НАРУБ—16 и авиационни бомби. Не е произвеждан серийно.